# Мещериха
Меще́риха (рос. Мещериха) — річка в Московській області Росії, ліва притока Клязьми, належить до басейну Волги. Іноді її ще називають Альба.

## Основні характеристики
Мещериха належить до числа малих річок — її довжина складає 17 км, а площа басейну 70 км кВ. Впадає у річку Клязьму, тож належить до басейну Волги. Річка починається з озера Довге, що на Московській височині, гирло — річка Клязьма на північний захід від Шереметьєво. Має значний перепад висот, як для таких малих річок — починається на висоті 201,4 метра, натомість гирло знаходиться на висоті 166,9 м.

## Загибель риби в річці
Наприкінці травня 2014 року на окремих ділянках річки відбувся несанкціонований скид неочищеної води у результаті чого у річці масово загинула риба — за даними екологів до 90 % наявної популяції. Збитки склали понад 34 млн рублів. За цим фактом відкрито кримінальне провадження.